# Hélder de Azevedo
Hélder Cavaco de Azevedo (Faro, 26 de novembro de 1922 - 2 de outubro de 2001) foi um escritor, jornalista e artista português.

## Biografia

### Primeiros anos e formação
Hélder Cavaco de Azevedo nasceu em 26 de Novembro de 1922 na freguesia de Sé do concelho de Faro, na região do Algarve, filho dos professores Cruz de Azevedo e Maria da Circuncisão Alves Cavaco Azevedo. Viveu em Faro durante cerca de oito anos, tendo-se depois mudado para Olhão com os seus pais, uma vez que tinham sido destacados para a escola primária daquela vila. Em 1930, foi o responsável pelo descerramento em Faro de um monumento ao poeta João de Deus, cuja construção tinha sido ordenada pelo seu pai.
Aos onze anos de idade, salvou uma criança que tinha escorregado para o interior de um tanque, tendo por isso recebido uma medalha do Instituto de Socorros a Náufragos.
Frequentou o Colégio Olhanense, e depois foi aluno no Liceu João de Deus em Faro, onde esteve até ao sétimo ano, tendo sido o fundador da primeira tuna académica naquela instituição.

### Carreira profissional, militar e artística
Em 1943 integrou-se no Centro de Instrução de Sargentos Milicianos de Infantaria em Tavira, como soldado miliciano, tendo sido depois promovido a primeiro sargento. Participou num concurso militar em Évora, onde se sagrou como campeão nacional de tiro ao alvo com carabina. Foi depois nomeado para o posto de chefe de secretaria e delegado de Intendência Geral dos Abastecimentos em Olhão, tendo-se casado e tido dois filhos nesta vila. Em 1950 viajou até Angola, onde se tornou chefe do Gabinete Fotográfico e Cinematográfico do Quartel General. Ficou a trabalhar como fotógrafo em Luanda, onde cobriu a primeira Feira das Indústrias, tendo as suas fotografias sido expostas na Rodésia.
Regressou a Portugal continental em 1959, onde foi colocado em Faro como parte do Regimento de Infantaria n.º 4. No regresso à vida civil, estabeleceu-se como fotógrafo, primeiro em Faro e depois em Tavira.[carece de fontes?] Em 1960, fundou uma empresa de fotografia comercial e industrial, onde esteve até à sua reforma, em 1985. Em 20 de Julho de 1968[carece de fontes?], criou um museu etnográfico no seu estabelecimento, que foi inaugurado com a presença do Governador Civil, do Bispo e de outras altas autoridades civis e militares do Algarve. Este museu tornou-se muito conhecido a nível nacional e internacional, tendo sido visitado por várias personalidades ilustres, como o rei Humberto da Itália.
Destacou-se principalmente pela sua obra fotográfica, tendo participado, a convite da Organização das Nações Unidas para a Educação, a Ciência e a Cultura, na 3ª Bienale de Fotografia e Cinema realizado em Paris.[carece de fontes?] As suas fotografias foram expostas em vários museus etnográficos pelo país, especialmente no de Faro, onde forneceu todas as fotografias, em conjunto com o pintor Carlos Porfírio. As suas obras também foram escolhidas para várias embaixadas e consulados em Portugal, como o de Sevilha, onde foram utilizadas fotografias da região do Algarve. Colaborou com as suas obras fotográficas na publicação do periódico Anais do Município de Faro. Organizou igualmente vários concursos internacionais de fotografia, pintura e escultura.
Como cineasta, foi responsável pela realização de um filme a cores sobre o Algarve e a pesca do atum. Produziu alguns documentários para a Tobis e depois para a Rádio Televisão Portuguesa sobre as pescas e outros traços da etnografia algarvia, não deixando também de filmar as belezas naturais que estiveram na base do arranque do turismo na região algarvia.[carece de fontes?]
Também exerceu como jornalista, tendo colaborado nos periódicos O Algarve, Folha de Domingo, Notícias do Algarve, Século, Comércio do Porto e New York Times. Foi chefe de publicidade e de relações públicas na editora do Algarve Ilustrado, e director da revista Elos da Comunidade Lusíada. Foi o fundador do Elos Clube de Faro, em 30 de Outubro de 1983. Devido à sua constante actividade, a delegação de Faro foi considerada na Convenção Internacional Elista de 1987, realizada no Rio de Janeiro – Brasil, como o Elos Padrão e foi convidado a organizar a Convenção Internacional de 1989 no Algarve. Para além de ser fundador, desempenhou as funções de presidente da direcção do Elos Clube de Faro durante uma década, tendo posteriormente assumido as funções de Presidente da Mesa da Assembleia Geral desta mesma associação e de Governador Elista do Distrito n.º 28 ou Sul (Algarve e Alentejo).[carece de fontes?]
Também organizou um grande número de eventos sócio-culturais em Faro, incluido exposições de fotografia e pintura, reveillons, palestras culturais, jogos florais, espeectáculos do grupo de ballet do Elos Clube de Faro, visitas culturais no Algarve e no estrangeiro, e recolha de livros e material didáctico com destino aos Países de expressão oficial portuguesa. Em 1999, numa convenção distrital extraordinária do grupo Elos, realizada na cidade de Tavira, Hélder de Azevedo foi nomeado como governador do distrito elista n.º 28. Fez parte da Associação de Jornalistas e Escritores do Algarve e de uma tertúlia de poetas em Faro.[carece de fontes?]
Foi um dos membros da comissão instaladora para a Universidade do Algarve para a Terceira Idade. Elaborou dois livros, um de poesia e outro sobre o poeta João de Deus.
Trabalhou igualmente para a rádio, tendo apresentado numa estação algarvia, durante alguns anos, um programa onde falava de toda a região, especialmente da cidade de Faro. Em 1 de Outubro de 1982, foi o fundador da Ronda de Amizade de Rádio-Amadores de Expressão Portuguesa. Foi o responsável pela organização de vários concursos internacionais de rádio, incluindo o primeiro Congresso Ibérico de Radioamadores. Durante a sua presença na rádio, foi responsável por ter captado o sinal de ajuda de uma embarcação pesqueira portuguesa, que estava a ser atacada por uma lancha da Frente Polisário, em Marrocos.
Hélder de Azevedo destacou-se igualmente como pintor a óleo e a aguarela, onde retratou principalmente cenas do Algarve.[carece de fontes?]
No âmbito das eleições autárquicas de 1989, foi um dos candidatos à presidência da Junta de Freguesia da Sé, em Faro, pelo partido do Centro Democrático e Social.[carece de fontes?]

### Falecimento e família
Casou-se em 1944 com Laura dos Santos Sousa de Azevedo e do seu matrimónio nasceram dois filhos, ambos residentes na capital algarvia.[carece de fontes?]
Hélder Cavaco de Azevedo faleceu em 2 de Outubro de 2001.

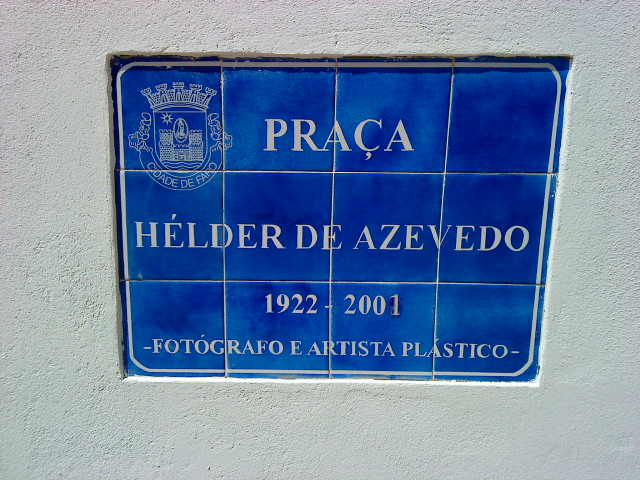
Placa toponímica da Praça Hélder de Azevedo, em Faro.

## Homenagens
Foi por diversas vezes premiado com várias taças e troféus em concursos literários e em jogos florais em Portugal e no estrangeiro. Também foi premiado pela sua obra fotográfica, em vários certames nacionais e internacionais. Em 1993 foi homenageado pela organização internacional do Elos, devido à sua colaboração no Elos Clube de Faro e aos seus esforços pela promoção dos princípios da organização.
Em 7 de Setembro de 2010, dia no município de Faro, o nome de Hélder de Azevedo foi colocado numa praça na cidade, na zona de Gambelas, freguesia de Montenegro, a poucos metros do Hospital Particular do Algarve.[carece de fontes?]